# (36,15,6)-Blockplan
Der (36,15,6)-Blockplan ist ein spezieller symmetrischer Blockplan. Um ihn konstruieren zu können, musste dieses kombinatorische Problem gelöst werden: eine leere 36 × 36 - Matrix wurde so mit Einsen gefüllt, dass jede Zeile der Matrix genau 15 Einsen enthält und je zwei beliebige Zeilen genau 6 Einsen in der gleichen Spalte besitzen (nicht mehr und nicht weniger). Das klingt relativ einfach, ist aber nicht trivial zu lösen. Es gibt nur gewisse Kombinationen von Parametern (wie hier v = 36, k = 15, λ = 6), für die eine solche Konstruktion überhaupt machbar ist. In dieser Übersicht sind die kleinsten solcher (v,k,λ) aufgeführt.

## Eigenschaften
Dieser symmetrische Blockplan hat die Parameter v = 36, k = 15, λ = 6 und damit folgende Eigenschaften:
- Er besteht aus 36 Blöcken und 36 Punkten.
- Jeder Block enthält genau 15 Punkte.
- Je 2 Blöcke schneiden sich in genau 6 Punkten.
- Jeder Punkt liegt auf genau 15 Blöcken.
- Je 2 Punkte sind durch genau 6 Blöcke verbunden.

## Existenz und Charakterisierung
Es existieren mindestens 25634 nichtisomorphe 2-(36,15,6) - Blockpläne. Eine dieser Lösungen ist: 
- Lösung 1 mit der Signatur 9·2, 6·3, 3·6, 3·8, 6·9, 4·12, 3·20, 2·51. Sie enthält 16 Ovale der Ordnung 3.

## Liste der Blöcke
Hier sind alle Blöcke dieses Blockplans aufgelistet; zum Verständnis dieser Liste siehe diese Veranschaulichung
- Lösung 1

```
  2   3   4   5   6   7   8   9  10  11  12  13  14  15  16
  1   3   4   5   6   7   8  17  18  19  20  21  22  23  24
  1   2   4   5   6   7   8  25  26  27  28  29  30  31  32
  1   2   3   5   9  10  11  17  18  19  25  26  27  33  34
  1   2   3   4   9  10  11  20  21  22  28  29  30  35  36
  1   2   3   7  12  13  14  17  18  23  28  29  31  33  35
  1   2   3   6  12  13  14  20  21  24  25  26  32  34  36
  1   2   3   9  12  15  16  19  22  23  24  27  30  31  32
  1   4   5   8  12  13  14  19  22  27  30  33  34  35  36
  1   4   5  11  12  15  16  17  20  23  25  28  31  34  36
  1   4   5  10  12  15  16  18  21  24  26  29  32  33  35
  1   6   7   8   9  10  11  23  24  31  32  33  34  35  36
  1   6   7   9  14  15  16  17  20  22  26  29  30  33  34
  1   6   7   9  13  15  16  18  19  21  25  27  28  35  36
  1   8  10  11  13  14  16  17  19  21  22  25  29  31  32
  1   8  10  11  13  14  15  18  20  23  24  26  27  28  30
  2   4   6  10  13  15  19  21  22  23  26  28  31  33  34
  2   4   6  11  14  16  19  20  23  24  25  27  29  33  35
  2   4   8   9  14  15  17  18  21  23  25  30  32  33  36
  2   5   7  10  13  16  18  22  23  24  25  29  30  34  36
  2   5   7  11  14  15  17  19  22  24  26  28  32  35  36
  2   5   8   9  13  15  17  20  21  24  27  29  31  34  35
  2   6   8  10  12  16  17  18  19  20  28  30  32  34  35
  2   7   8  11  12  16  18  20  21  22  26  27  31  33  36
  3   4   7  10  14  15  18  19  20  27  29  31  32  34  36
  3   4   7  11  13  16  17  21  24  27  28  30  32  33  34
  3   4   8   9  14  16  18  22  24  25  26  28  31  34  35
  3   5   6  10  14  16  17  21  23  26  27  30  31  35  36
  3   5   6  11  13  15  18  20  22  25  30  31  32  33  35
  3   5   8   9  13  16  19  20  23  26  28  29  32  33  36
  3   6   8  10  12  15  17  22  24  25  27  28  29  33  36
  3   7   8  11  12  15  19  21  23  25  26  29  30  34  35
  4   6   9  11  12  13  17  18  19  24  26  29  30  31  36
  4   7   9  10  12  13  17  20  22  23  25  26  27  32  35
  5   6   9  11  12  14  18  21  22  23  27  28  29  32  34
  5   7   9  10  12  14  19  20  21  24  25  28  30  31  33
```

## Inzidenzmatrix
Dies ist eine Darstellung der Inzidenzmatrix dieses Blockplans; zum Verständnis dieser Matrix siehe diese Veranschaulichung
- Lösung 1

```
. O O O O O O O O O O O O O O O . . . . . . . . . . . . . . . . . . . .
O . O O O O O O . . . . . . . . O O O O O O O O . . . . . . . . . . . .
O O . O O O O O . . . . . . . . . . . . . . . . O O O O O O O O . . . .
O O O . O . . . O O O . . . . . O O O . . . . . O O O . . . . . O O . .
O O O O . . . . O O O . . . . . . . . O O O . . . . . O O O . . . . O O
O O O . . . O . . . . O O O . . O O . . . . O . . . . O O . O . O . O .
O O O . . O . . . . . O O O . . . . . O O . . O O O . . . . . O . O . O
O O O . . . . . O . . O . . O O . . O . . O O O . . O . . O O O . . . .
O . . O O . . O . . . O O O . . . . O . . O . . . . O . . O . . O O O O
O . . O O . . . . . O O . . O O O . . O . . O . O . . O . . O . . O . O
O . . O O . . . . O . O . . O O . O . . O . . O . O . . O . . O O . O .
O . . . . O O O O O O . . . . . . . . . . . O O . . . . . . O O O O O O
O . . . . O O . O . . . . O O O O . . O . O . . . O . . O O . . O O . .
O . . . . O O . O . . . O . O O . O O . O . . . O . O O . . . . . . O O
O . . . . . . O . O O . O O . O O . O . O O . . O . . . O . O O . . . .
O . . . . . . O . O O . O O O . . O . O . . O O . O O O . O . . . . . .
. O . O . O . . . O . . O . O . . . O . O O O . . O . O . . O . O O . .
. O . O . O . . . . O . . O . O . . O O . . O O O . O . O . . . O . O .
. O . O . . . O O . . . . O O . O O . . O . O . O . . . . O . O O . . O
. O . . O . O . . O . . O . . O . O . . . O O O O . . . O O . . . O . O
. O . . O . O . . . O . . O O . O . O . . O . O . O . O . . . O . . O O
. O . . O . . O O . . . O . O . O . . O O . . O . . O . O . O . . O O .
. O . . . O . O . O . O . . . O O O O O . . . . . . . O . O . O . O O .
. O . . . . O O . . O O . . . O . O . O O O . . . O O . . . O . O . . O
. . O O . . O . . O . . . O O . . O O O . . . . . . O . O . O O . O . O
. . O O . . O . . . O . O . . O O . . . O . . O . . O O . O . O O O . .
. . O O . . . O O . . . . O . O . O . . . O . O O O . O . . O . . O O .
. . O . O O . . . O . . . O . O O . . . O . O . . O O . . O O . . . O O
. . O . O O . . . . O . O . O . . O . O . O . . O . . . . O O O O . O .
. . O . O . . O O . . . O . . O . . O O . . O . . O . O O . . O O . . O
. . O . . O . O . O . O . . O . O . . . . O . O O . O O O . . . O . . O
. . O . . . O O . . O O . . O . . . O . O . O . O O . . O O . . . O O .
. . . O . O . . O . O O O . . . O O O . . . . O . O . . O O O . . . . O
. . . O . . O . O O . O O . . . O . . O . O O . O O O . . . . O . . O .
. . . . O O . . O . O O . O . . . O . . O O O . . . O O O . . O . O . .
. . . . O . O . O O . O . O . . . . O O O . . O O . . O . O O . O . . .
```

## Oval
Ein Oval des Blockplans ist eine Menge seiner Punkte, von welcher keine drei auf einem Block liegen. Hier sind alle 16 Ovale maximaler Ordnung für Lösung 1 dieses Blockplans (in jeder Zeile ist ein Oval durch die Menge seiner Punkte dargestellt):
- Lösung 1 (sämtliche Ovale)

```
  8  17  26
  8  18  29  
  8  20  25   
  8  21  28  
  9  17  28   
  9  18  20   
  9  21  26  
  9  25  29
 12  17  21 
 12  18  25  
 12  20  29  
 12  26  28  
 19  24  34  
 19  31  35 
 24  30  35   
 30  31  34
```